# Elezioni presidenziali a El Salvador del 2019
Le elezioni presidenziali a El Salvador del 2019 si sono tenute il 3 febbraio.

## Risultati
| Candidati      | Partiti                                             | Voti      | %     |
| -------------- | --------------------------------------------------- | --------- | ----- |
| Nayib Bukele   | Grande Alleanza per l'Unità Nazionale               | 1 434 856 | 53,10 |
| Carlos Calleja | Alianza por un Nuevo País (ARENA - PCN - PDC - DS)  | 857 084   | 31,72 |
| Hugo Martínez  | Fronte Farabundo Martí per la Liberazione Nazionale | 389 289   | 14,41 |
| Josué Alvarado | Vamos                                               | 20 763    | 0,77  |
| Totale         | Totale                                              | 2 701 992 | 100   |